# Markus Keller (Ökotrophologe)
Markus Keller (* 1966) ist ein deutscher Ökotrophologe, Ernährungswissenschaftler und Buchautor. Sein Schwerpunkt liegt im Bereich der pflanzenbasierten und nachhaltigen Ernährung. Von 2018 bis 2020 war er an der FH Mittelstand der weltweit erste Professor für Vegane Ernährung.

## Leben und Wirken
Markus Keller studierte von 1989 bis 1996 Ökotrophologie an der Justus-Liebig-Universität in Gießen. Von 1996 bis 1997 war er wissenschaftlicher Mitarbeiter am Lehrstuhl von Claus Leitzmann. Seit den 1990er  Jahren arbeitet er als wissenschaftlicher Autor, Lehrbeauftragter und Dozent.
Von 1997 bis 2000 war er selbständig und lieferte im Großraum Gießen Biokisten aus. Von 2003 bis 2007 promovierte er zum Thema „Alternative Ernährungskonzepte“ und bereiste u. a. dafür auch die Welt.
Im Jahr 2010 gründete er das Institut für alternative und nachhaltige Ernährung (Ifane). Von 2011 bis 2016 war Keller Leiter der Abteilung Wissenschaft und Forschung beim Verband für Unabhängige Gesundheitsberatung (UGB). Von 2016 bis 2020 war er wissenschaftlicher Leiter des B. A.-Studiengangs Vegan Food Management an der Fachhochschule des Mittelstands (FHM). Dort wurde er 2018 zum weltweit ersten Professor für Vegane Ernährung berufen, bekleidet diese Position inzwischen allerdings nicht mehr. Er ist im wissenschaftlichen Beirat der BKK ProVita, der Albert Schweitzer Stiftung für unsere Mitwelt sowie von ProVeg Deutschland. Darüber hinaus ist er Mitherausgeber der Fachzeitschrift Nutrients.
2020 ging das Ifane in das Forschungsinstitut für pflanzenbasierte Ernährung (IFPE) über. Markus Keller ist neben Andreas Michalsen und Jan Wirsam Gründungsgesellschafter der gemeinnützigen GmbH. Mentor des Instituts ist Claus Leitzmann.
Markus Keller ernährt sich selbst weitgehend vegan.

## Publikationen

### Bücher
- mit Claus Leitzmann: Vegetarische und Vegane Ernährung, UTB-Verlag, Stuttgart, 4. Auflage: 2020, ISBN 978-3-82525023-2
- mit Edith Gätjen: Vegane Kinderernährung – Gut versorgt in jeder Altersstufe. Mit über 100 Rezepten, Eugen Ulmer, Stuttgart 2020, ISBN 978-3-8186-0959-7
- mit Edith Gätjen: Vegane Ernährung in Schwangerschaft, Stillzeit und Beikost – Mutter und Kind gut versorgt, Eugen Ulmer, Stuttgart 2017, ISBN 978-3-8001-5126-4